# Helicopter 66
Vous lisez un « bon article » labellisé en 2019.
L'Helicopter 66 (« Hélicoptère 66 ») est un Sikorsky SH-3 Sea King de la marine américaine utilisé de la fin des années 1960 au début des années 1970 pour la récupération en mer des astronautes du programme Apollo. Il est à ce titre considéré comme « l'un des hélicoptères les plus célèbres ou au moins les plus emblématiques de l'histoire ».
L'Hélicoptère 66 est livré à la marine américaine en 1967 et est versé dans l'escadron d'hélicoptères de lutte anti-sous-marine HSC-4 en 1968. Pourtant sa principale mission consiste à récupérer en mer les astronautes des vols spatiaux habités de la National Aeronautics and Space Administration (NASA). Dans ce cadre, il effectue cinq missions et notamment celle pour récupérer les astronautes de la mission Apollo 11 ; il est alors piloté par Donald S. Jones, futur commandant de la Troisième flotte des États-Unis. L'appareil réalise sa dernière mission de récupération en 1970 pour Apollo 13.
Renuméroté officiellement hélicoptère 740 dès 1969, l'Hélicoptère 66 transporte également le Shah d'Iran Mohammad Reza Pahlavi lors de sa visite en 1973 sur le porte-avions USS Kitty Hawk. En 1975, lors d'un exercice d'entraînement nocturne, il s'écrase dans l'océan Pacifique après plus de 3 200 heures de vol depuis sa mise en service sept ans plus tôt. Emblématique de la conquête spatiale américaine, l'appareil est l'objet de plusieurs œuvres artistiques dans les domaines de la musique, de la peinture ou du cinéma.

## Conception

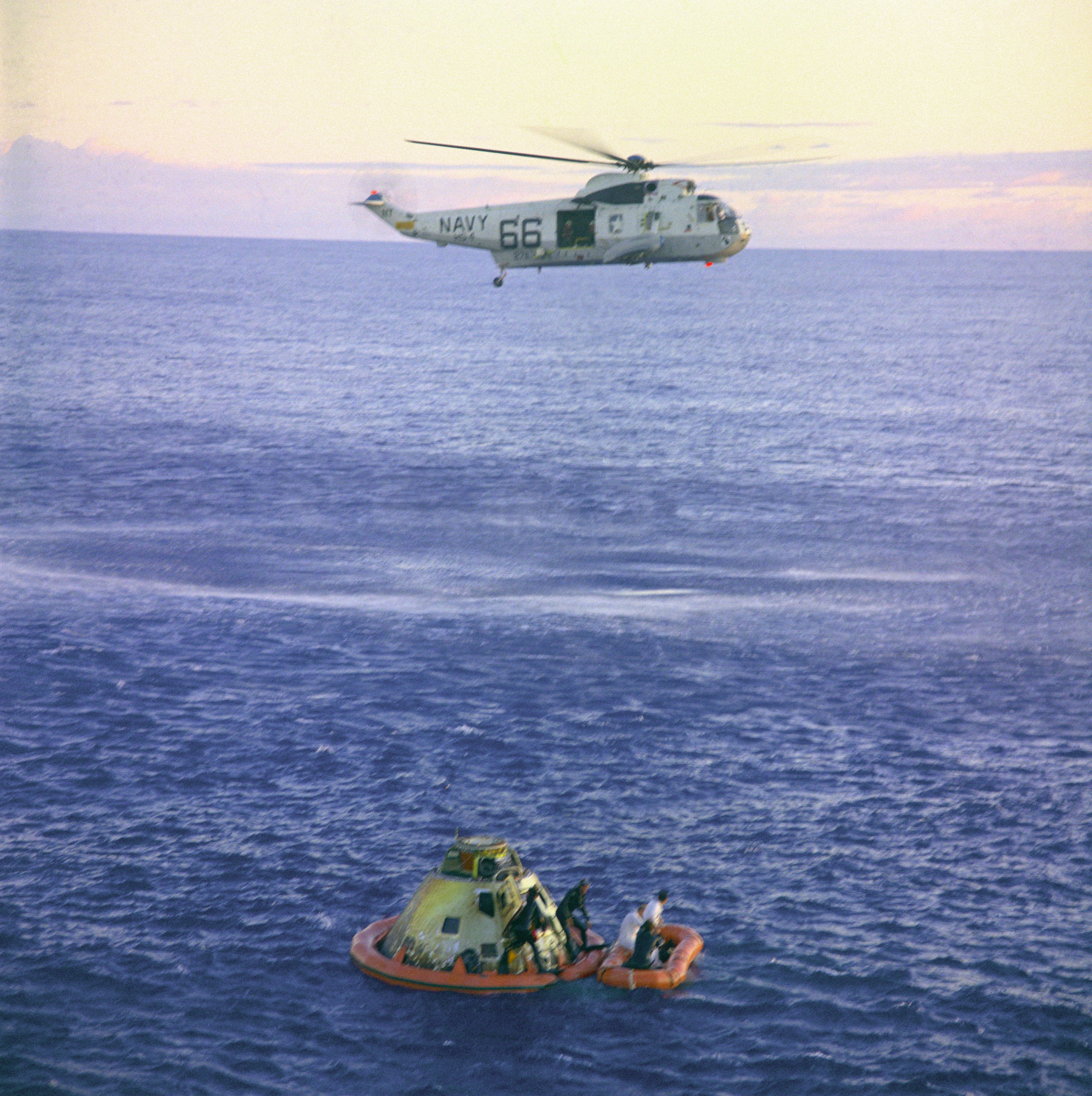
L'Hélicoptère 66 récupérant Apollo 10 le 26 mai 1969.

Surnommé Helo 66 ou Old 66, l'Hélicoptère 66 est un Sikorsky SH-3 Sea King de variante SH-3D. Construit à Stratford dans le Connecticut par la Sikorsky Aircraft Corporation, il porte l'identifiant constructeur 61377, car il est le 377e appareil Sikorsky S-61 construit à l'époque. Livré à la marine américaine le 11 avril 1967, il hérite de son numéro 66 et de l'identifiant US Navy Bureau Number 152711.
Les appareils de la variante SH-3D sont conçus pour la lutte anti-sous-marine et sont généralement configurés pour transporter un équipage de quatre personnes et jusqu'à trois passagers. Propulsés par deux turbomoteurs General Electric T58-GE-10 d'une puissance maximale de 1 400 chevaux (1 000 kW) chacun, les SH-3D ont une vitesse maximale de 120 nœuds (220 km/h) et une autonomie moyenne de 4,5 heures. Ils peuvent déplacer un poids maximum de 9 500 kg et une charge utile externe de 2 700 kg. Pendant les missions de lutte anti-sous-marine, le Sea King SH-3D est généralement armé de torpilles MK-46/44.
L'Hélicoptère 66 a la capacité de se poser sur l'eau et d'en décoller, grâce à une coque étanche et des coussins d'air intégrés. Néanmoins, pour les opérations de sauvetage en mer, l'hélitreuillage et l'assistance d'hommes-grenouilles sont privilégiés afin de préserver la structure de l'appareil des agressions du milieu marin, et notamment, de la corrosion saline.

## Histoire

### Début de carrière
L'Hélicoptère 66 est livré à la marine américaine le 4 mars 1967 et, en 1968, ajouté à l'inventaire du quatrième escadron de lutte anti-sous-marine de la marine américaine (HSC-4). Son numéro de queue d'origine est NT-66/2711.
Créé le 30 juin 1952, l'escadron quatre — surnommé the "Black Knights" en anglais, soit les « chevaliers noirs » — est le premier escadron d'hélicoptères de lutte anti-sous-marine de la marine américaine à être déployé à bord d'un porte-avions. En 1953, il opère à partir de l'USS Rendova. L'utilisation de la variante SH-3D du Sea King dans l'escadron commence en 1968 avec l'abandon de l'ancienne variante jusqu'alors utilisée, le SH-3A. Cette année-là, l'escadron est affecté au groupe aéronaval de lutte anti-sous-marine no 59 qui est déployé à bord du USS Yorktown en mer du Japon en réponse à la capture de l'USS Pueblo par la marine populaire de Corée.

### Participation au programme Apollo

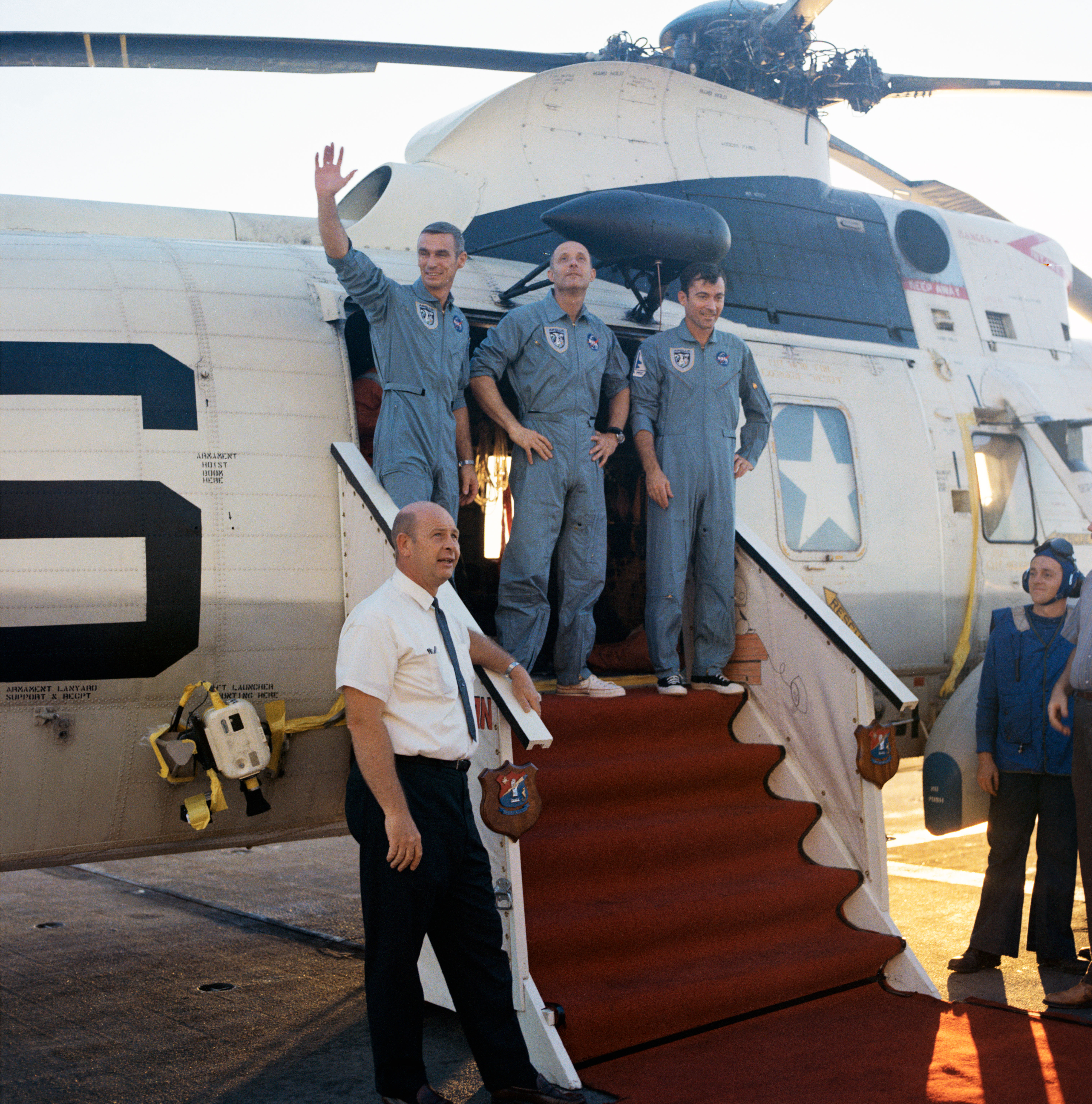
L'équipage d'Apollo 10 (Eugene Cernan, Thomas Stafford et John Watts Young) débarquant à bord de l', après leur retour sur Terre le 26 mai 1969.

En 1968, le Yorktown et le quatrième escadron sont chargés d'assister la NASA dans la récupération en mer des astronautes de retour sur Terre,. En effet, pour le retour sur Terre de ses premiers engins spatiaux habités de son programme spatial, la NASA procède par amerrissage, procédé technologiquement simple et rapide à développer : en effet, de simples parachutes suffisent au module de commande pour toucher en sécurité une surface comme de l'eau alors qu'un atterrissage nécessite l'usage de rétrofusées, comme c'est le cas pour les vaisseaux spatiaux Vostok et Soyouz, les équivalents soviétiques des modules Apollo.
Au cours des missions Apollo 8, Apollo 10 et Apollo 11, l'Hélicoptère 66 est le principal véhicule de récupération qui permet le transfert des astronautes, après leur amerrissage, du module de commande Apollo au porte-avions de soutien,. Particulièrement présent dans les reportages télévisés et dans la photographie de l'époque, il devient, selon les mots de l'historien de l'espace Dwayne A. Day (en), « l'un des hélicoptères les plus célèbres ou au moins les plus emblématiques de l'histoire »,. Son pilote le plus célèbre est le Commander Donald S. Jones qui commandera plus tard la Troisième flotte des États-Unis. Il récupère ainsi les membres d'Apollo 8 en 1968 — première mission du programme Apollo à laquelle l'hélicoptère participe — puis, en 1969, ceux d'Apollo 11.
Après la mission Apollo 11, la marine adopte un système de désignation à trois chiffres et l'Hélicoptère 66 est renommé « hélicoptère 740 ». Néanmoins, sa renommée est telle que la marine repeint l'hélicoptère sous sa vieille dénomination à chaque mission de récupération à laquelle il participe (soit Apollo 12 et Apollo 13), avant de lui réattribuer sa nouvelle désignation une fois la mission achevée,. Comme pour les avions de chasse en temps de guerre, l'Hélicoptère 66 porte, lors de ses missions, des marques de victoire sur son fuselage sous la forme de silhouettes de capsule spatiale, une nouvelle silhouette s'ajoutant à chaque récupération à laquelle il participe. Pour celle des astronautes d'Apollo 11, le dessous du fuselage est orné des mots « Hail, Columbia », d'après le nom du module de commande d'Apollo 11.
| Mission    | Date             | Navire d'attache | Pilote          | Coordonnées de récupération |
| ---------- | ---------------- | ---------------- | --------------- | --------------------------- |
| Apollo 8,  | 27 décembre 1968 | USS Yorktown     | Donald S. Jones | 8° 06′ N, 165° 01′ O        |
| Apollo 10, | 26 mai 1969      | USS Princeton    | Chuck B. Smiley | 15° 02′ S, 164° 39′ O       |
| Apollo 11, | 24 juillet 1969  | USS Hornet       | Donald S. Jones | 13° 19′ N, 169° 09′ O       |
| Apollo 12, | 24 novembre 1969 | USS Hornet       | Warren E. Aut   | 15° 47′ S, 165° 09′ O       |
| Apollo 13, | 17 avril 1970    | USS Iwo Jima     | Chuck B. Smiley | 21° 38′ S, 165° 21′ O       |

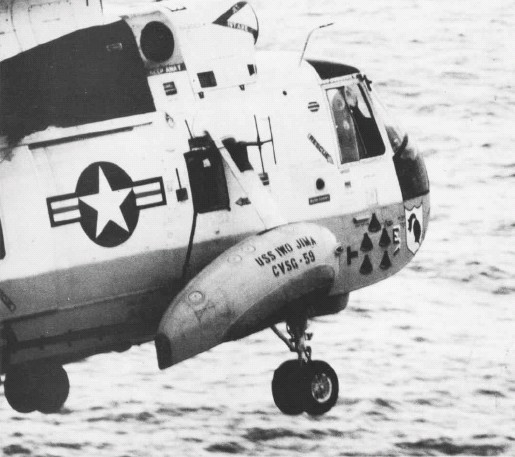
Les cinq marques de victoire de l'Hélicoptère 66 lors de la récupération d'Apollo 13.
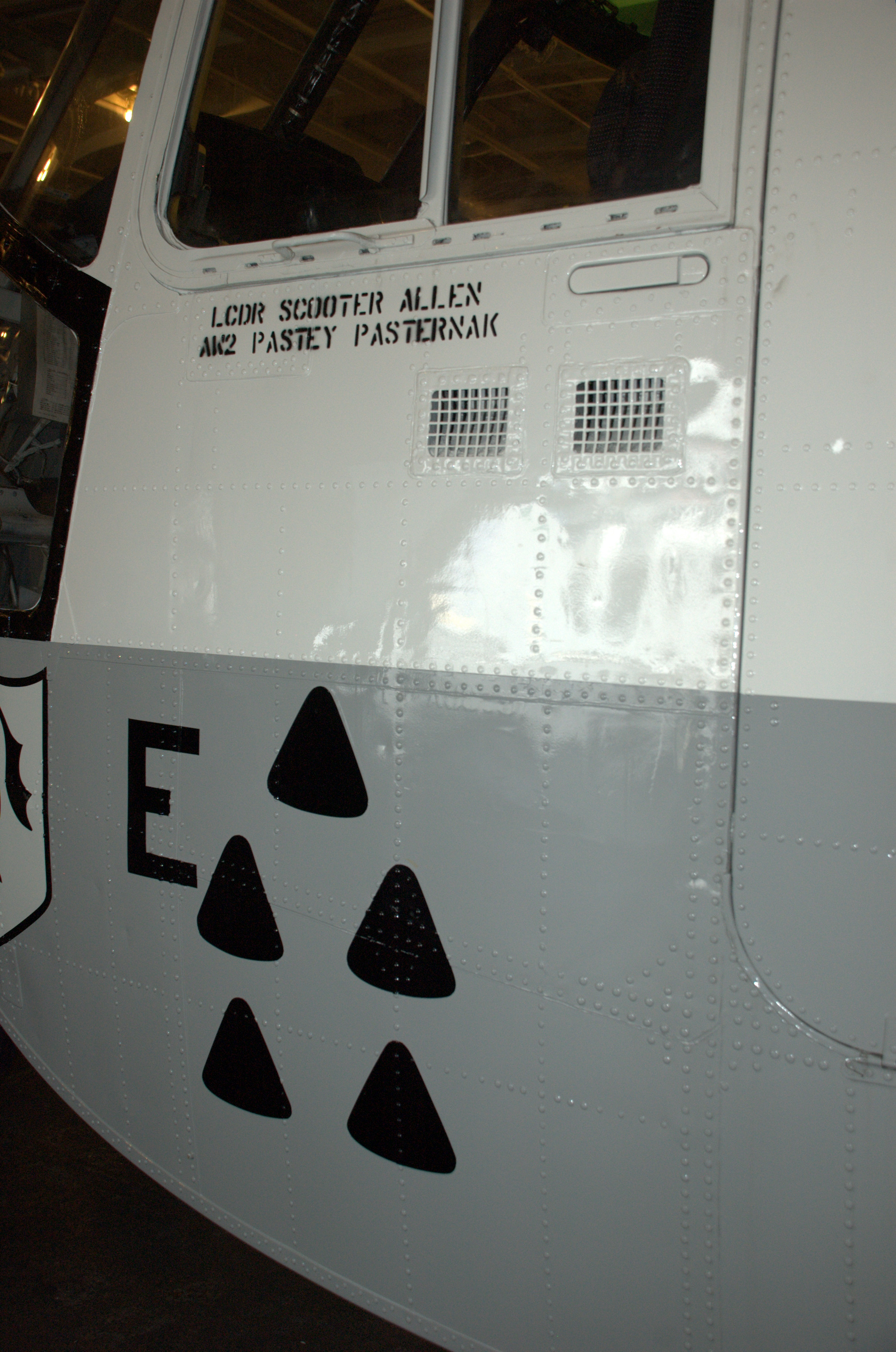
Une réplique de l'Hélicoptère 66 au musée de l'USS Hornet.
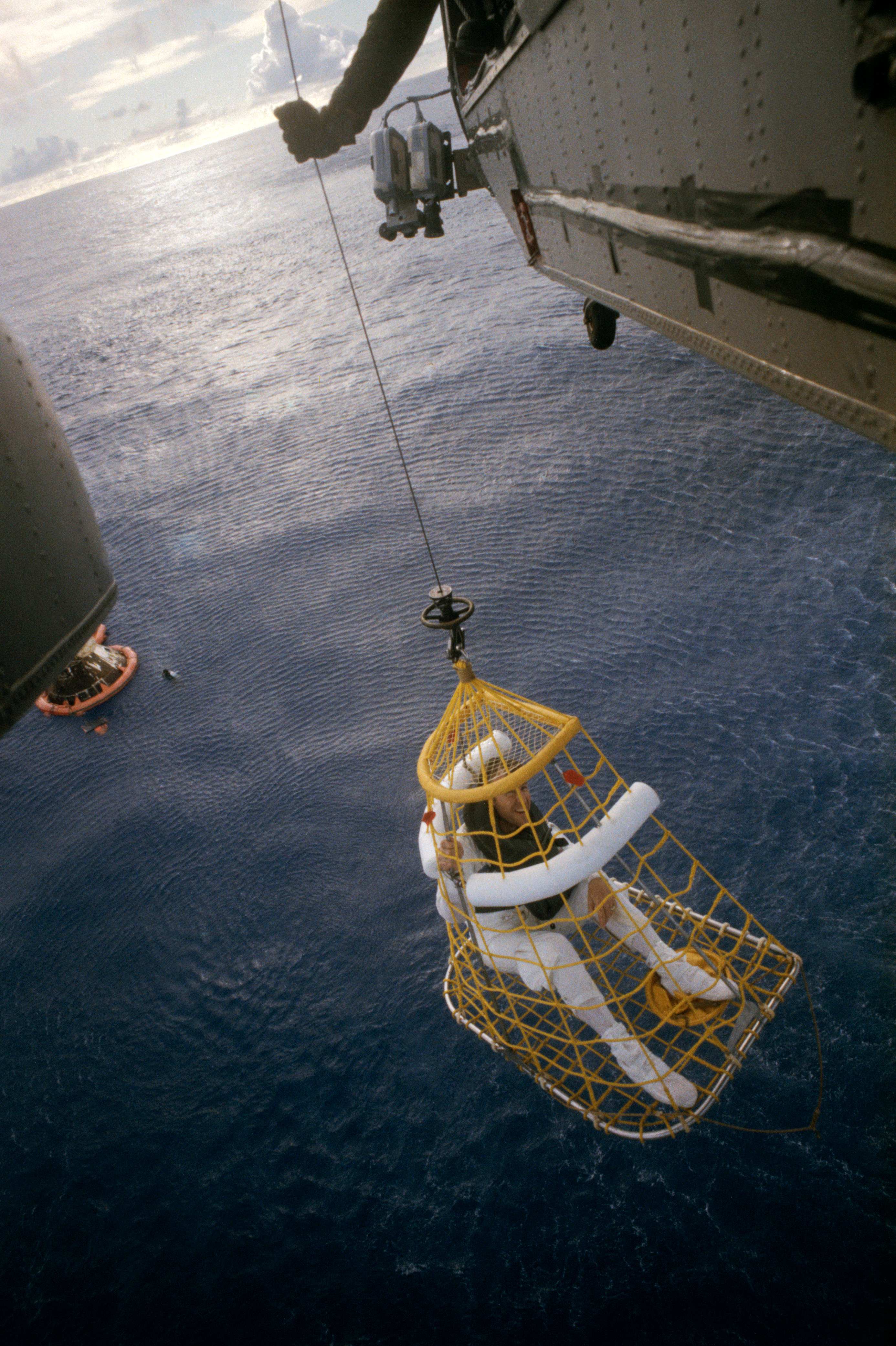
L'astronaute d'Apollo 13 James Lovell, hélitreuillé à bord de Old 66 le 17 avril 1970.
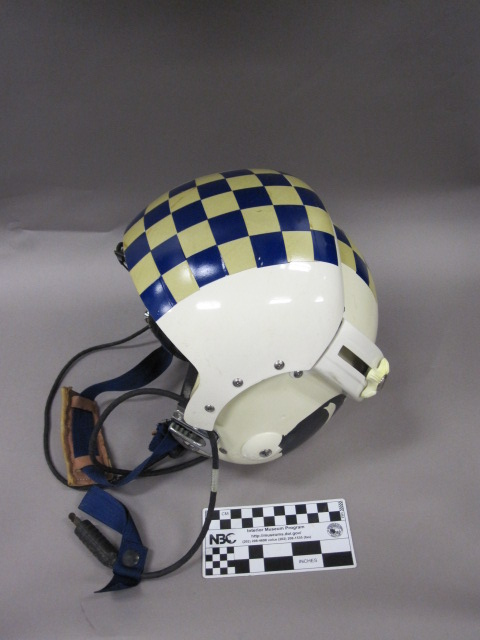
Le casque de Donald S. Jones porté lors de la récupération d'Apollo 11 et conservé au Naval History & Heritage Command.

### Carrière postérieure et perte

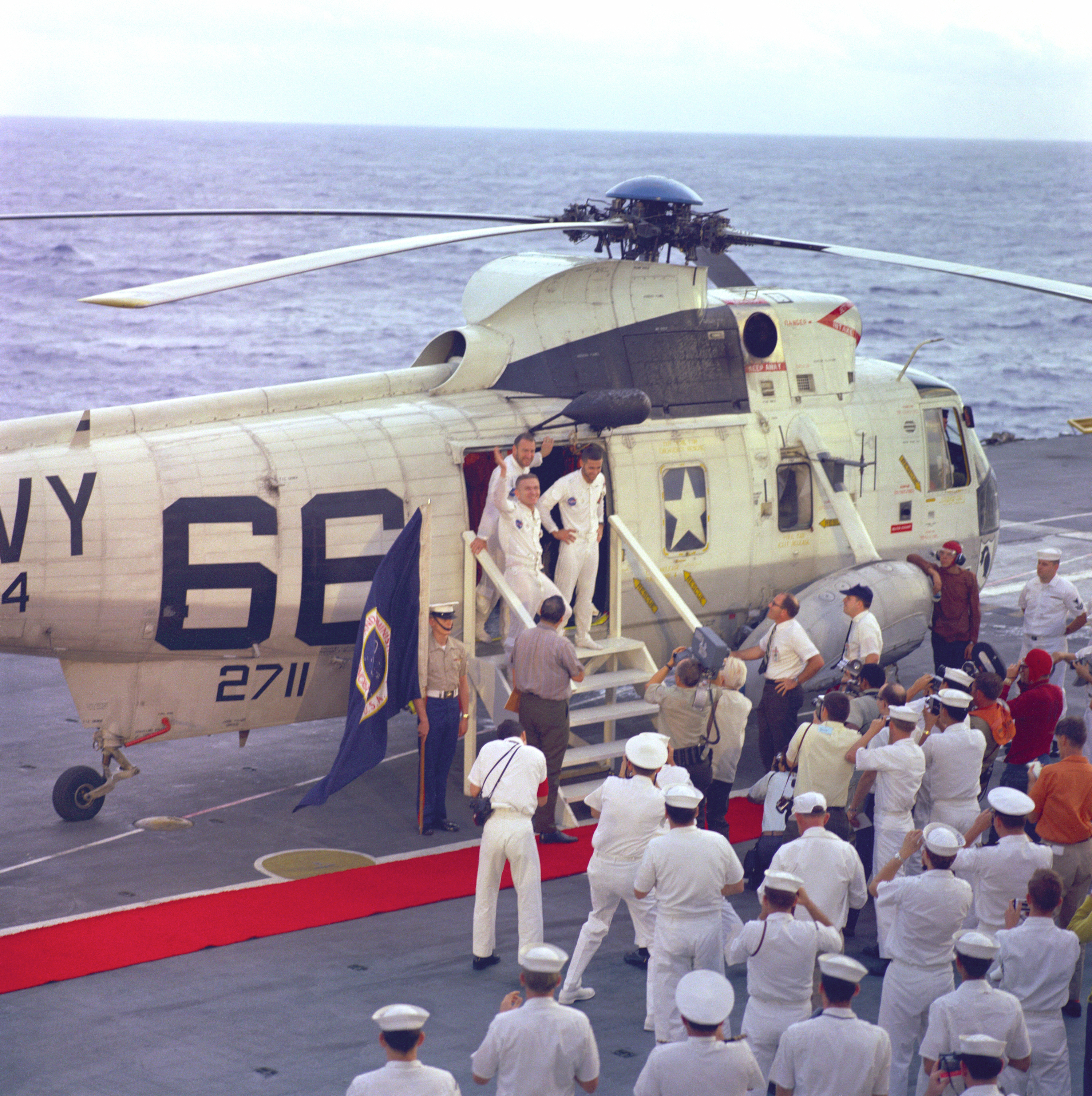
L'équipage d'Apollo 8 (Frank Borman, James Lovell et William Anders) débarquant à bord de l', après son retour sur Terre le 27 décembre 1968.

En 1973, le quatrième escadron d'hélicoptères et l'Hélicoptère 66 embarquent à bord de l'USS Kitty Hawk. Cette année-là, l'hélicoptère transporte le Shah d'Iran Mohammad Reza Pahlavi lors de sa traversée de l'océan Indien à bord du navire,.
À 19 h le 4 juin 1975, l'Hélicoptère 66 qui porte alors son numéro 740 quitte une base près d'Imperial Beach près de San Diego pour effectuer un exercice d'entraînement de lutte anti-sous-marine. La zone d'entraînement est située en mer et la mission, nocturne, doit durer trois heures,. Pendant l'opération, l'hélicoptère s'écrase avec un équipage complet de quatre militaires,. L'équipage est secouru par l'United States Coast Guard, mais le pilote Leo Rolek, grièvement blessé, meurt plus tard de ses blessures,. La cause exacte de l'accident demeure inconnue pour le public, car le rapport d'incident de la marine américaine reste en grande partie classé. Le fuselage brisé de l'hélicoptère coule dans 1 500 mètres d'eau. Au moment de son accident, l'Hélicoptère 66 compte 3 245,22 heures de vol depuis sa mise en service et 183,6 heures depuis sa dernière révision complète.
L'hélicoptère immergé reste la propriété de la marine américaine. Un projet privé tente de le récupérer pour le restaurer et l'exposer en 2004, mais ne se concrétise pas,.

## Postérité

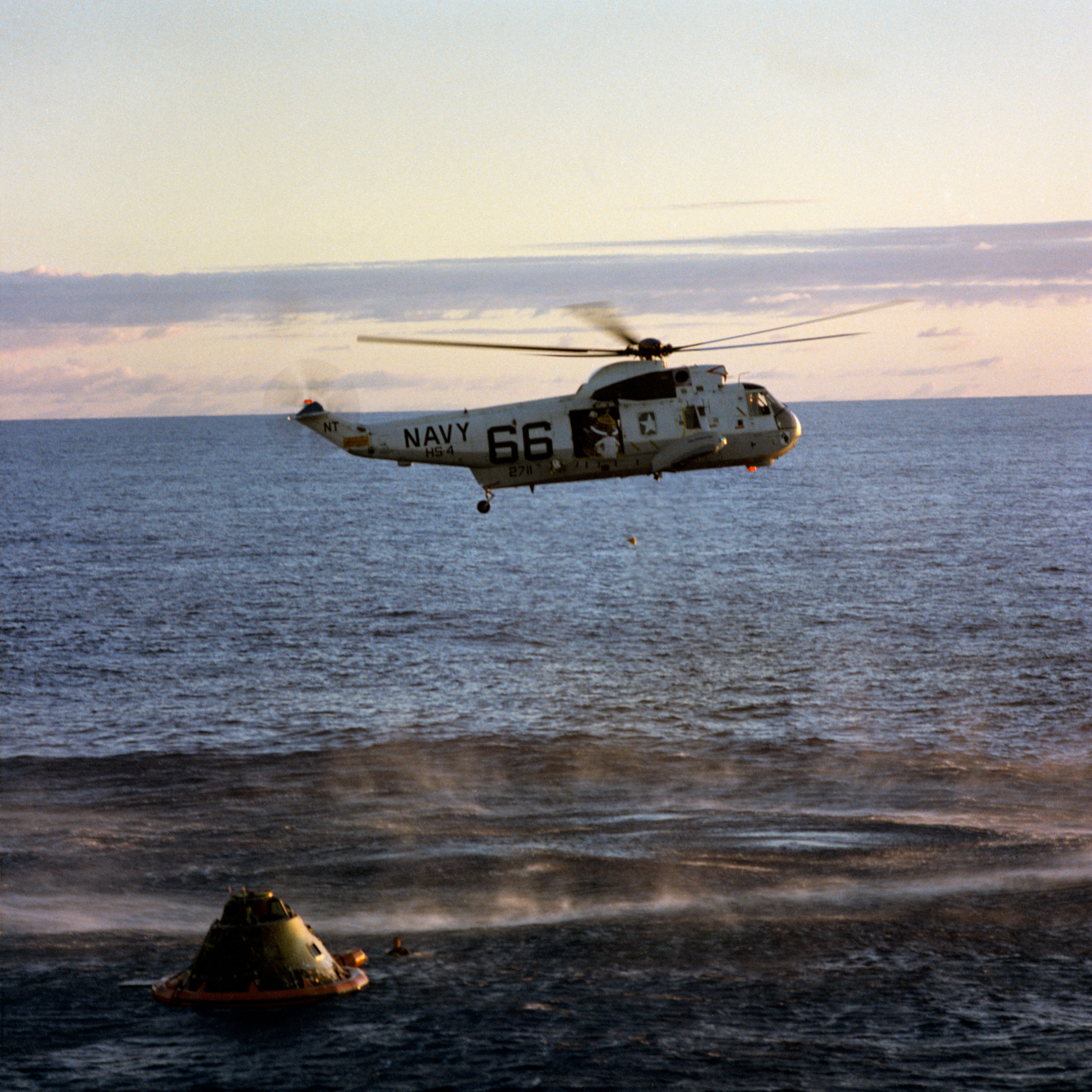
L'Hélicoptère 66 récupérant Apollo 10 le 26 mai 1969.

Une peinture sur l'Hélicoptère 66 est commandée en 1969 à l'artiste Tom O'Hara, dans le cadre d'une exposition artistique organisée par la NASA. Le tableau est ensuite confié au National Air and Space Museum (NASM).
En septembre 1969, la chanteuse allemande Manuela sort une chanson intitulée Helicopter US Navy 66 dans laquelle apparaît le son d'un rotor d'hélicoptère. La chanson est reprise l'année suivante par la chanteuse pop belge Samantha, ce qui l'aide à lancer sa carrière. Dans un entretien de 2007, la chanteuse belge de schlager Laura Lynn explique que la chanson dans les années 1970 constitue une source d'inspiration pour la création de son tube Goud.
Au début des années 1970, Dinky Toys commercialise un modèle miniature d'un hélicoptère Sea King aux couleurs de l'Hélicoptère 66. Le modèle comprend un treuil qui peut soulever une capsule spatiale en plastique capable de flotter sur l'eau. Pour le cinquantenaire de la mission Apollo 11 en 2019, Italeri commercialise un kit de décalcomanies aux couleurs du 66 pour la maquette en plastique de l'hélicoptère.
Enfin, des répliques de l'Hélicoptère 66 sont exposées dans différents musées aéronautiques : à l'Evergreen Aviation & Space Museum, en Oregon, au musée de l'USS Midway, à San Diego, et au musée de l'USS Hornet à Alameda, en Californie. L'hélicoptère de ce dernier musée est un ancien Sea King de la marine et a été utilisé notamment pour le tournage du film Apollo 13 en 1995.

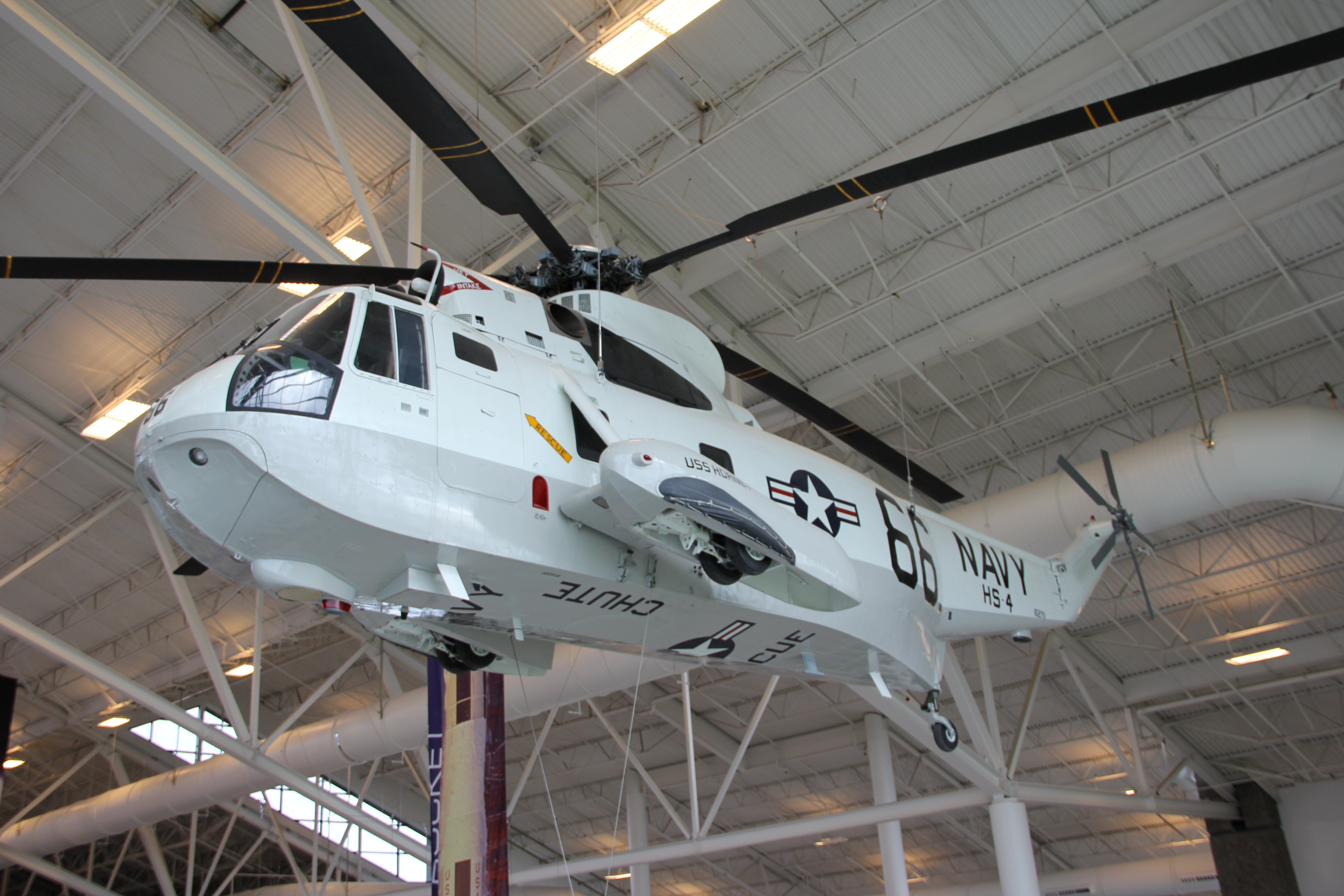
Un Sikorsky SH-3 Sea King repeint avec le numéro 66 et conservé à l'Evergreen Aviation & Space Museum[23].
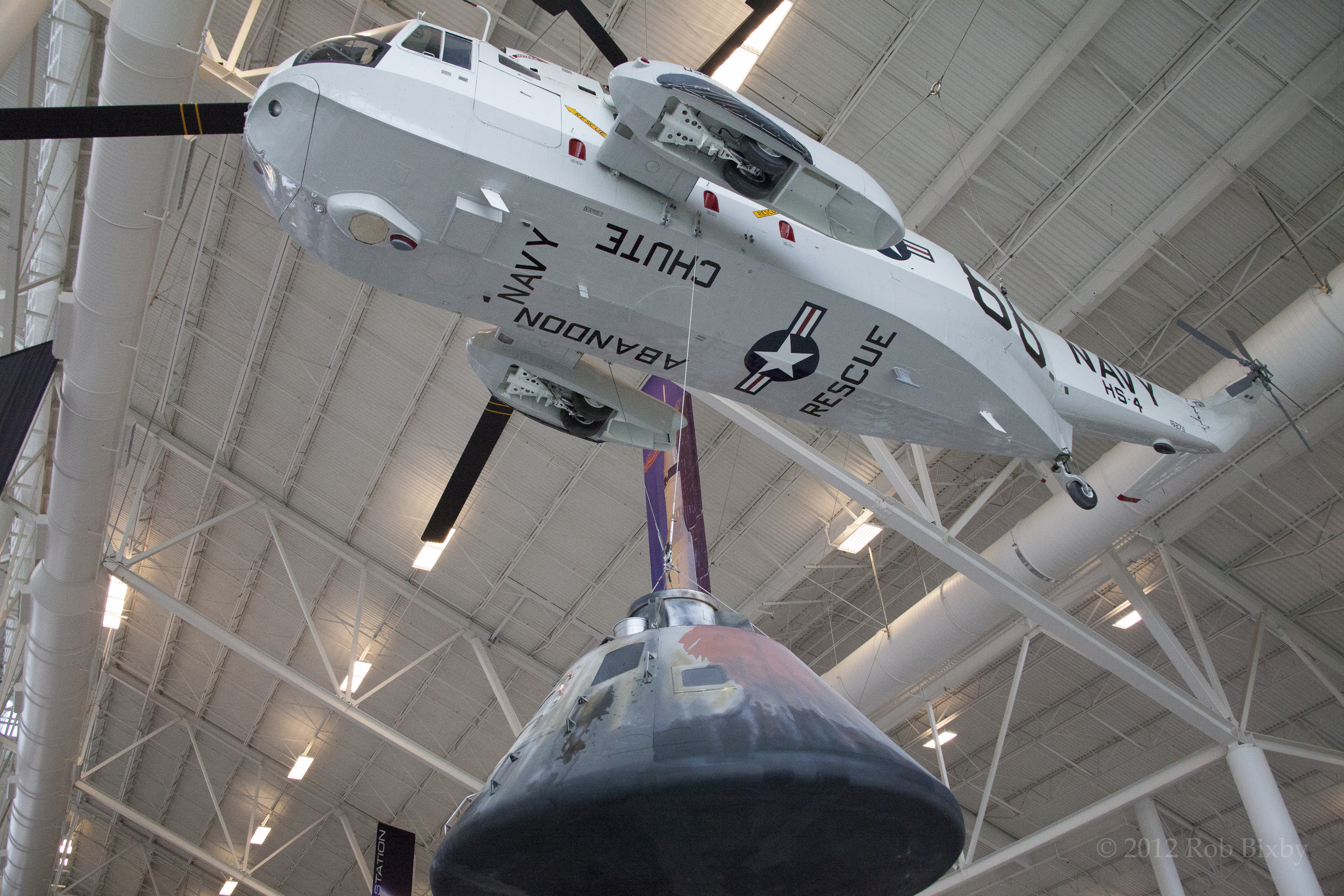
Mise en scène à l'Evergreen Aviation & Space Museum de la réplique de l'Hélicoptère 66 soulevant un module de commande Apollo.
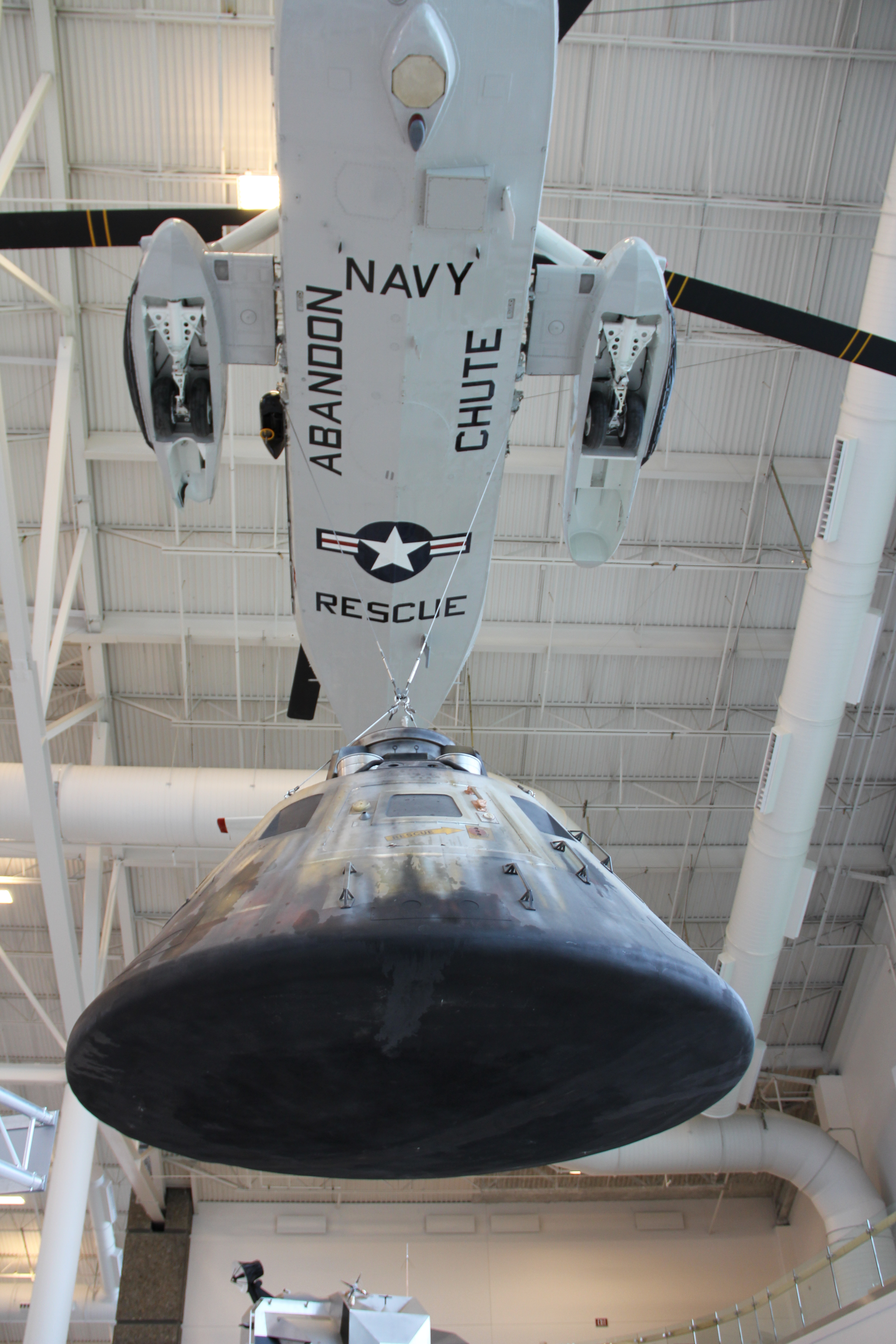
Autre vue de la mise en scène.
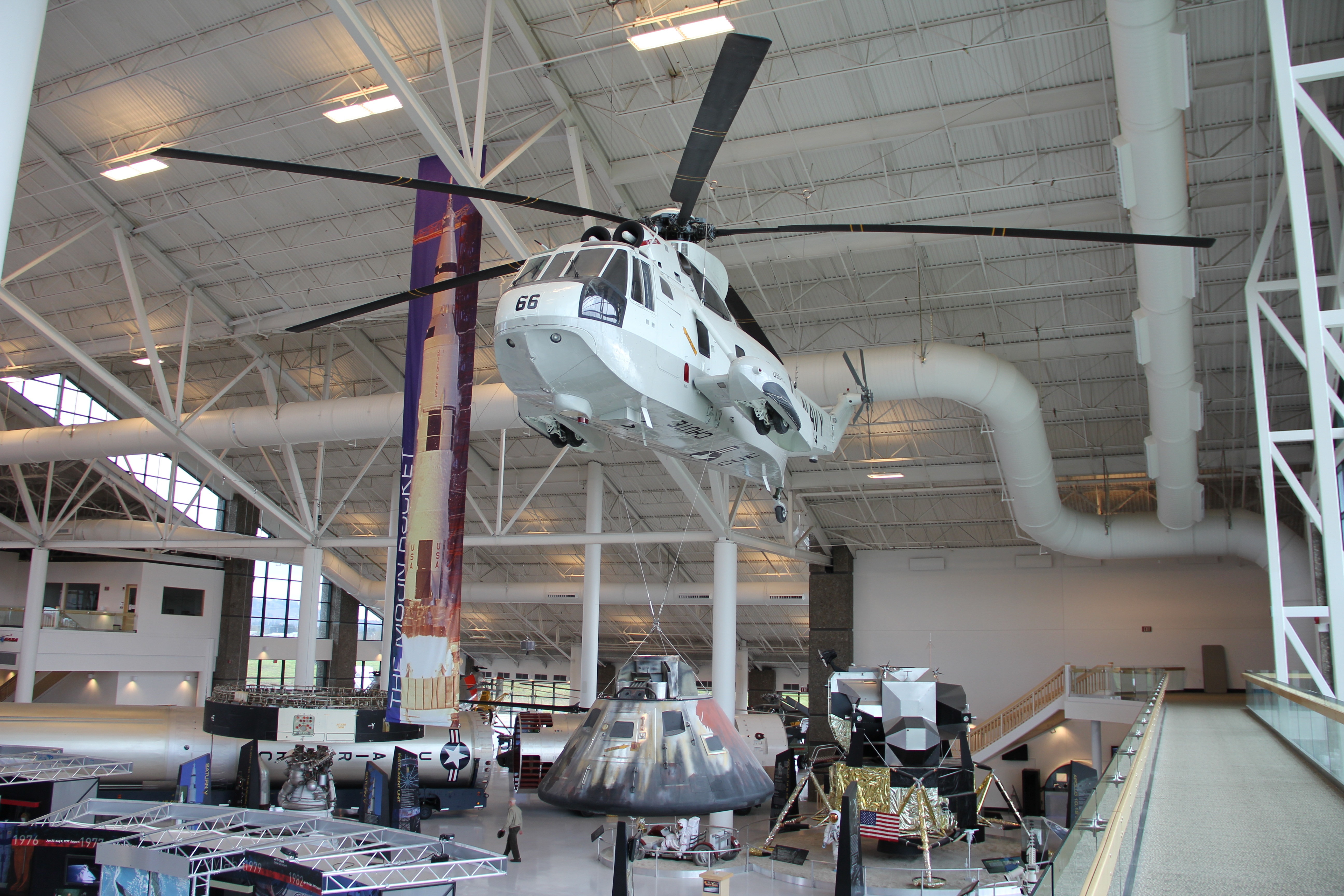
Autre vue de la mise en scène.
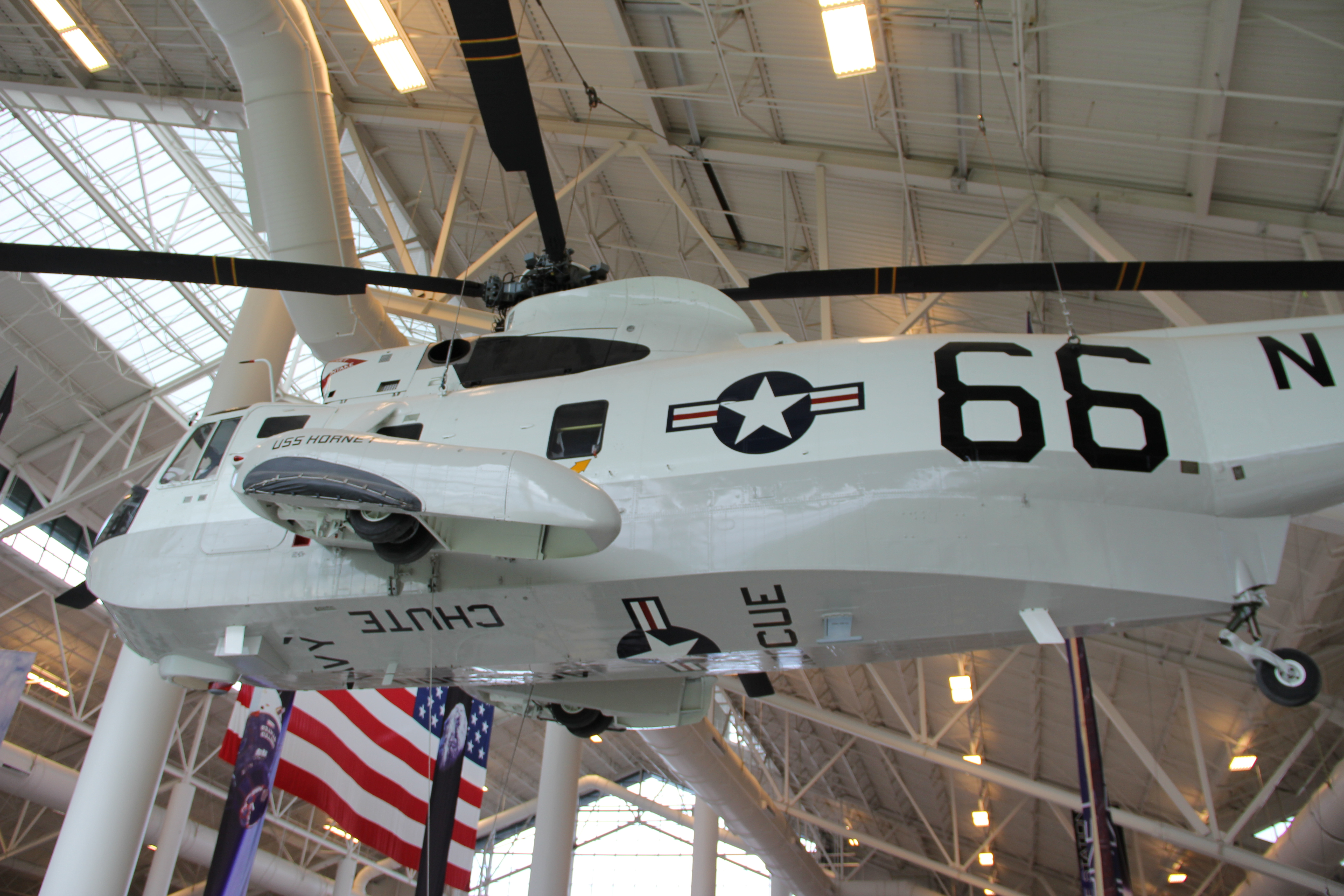
Autre vue de la mise en scène.